# T9 (texto previsível)

Teclado utilizado pelo formato T9.

T9 é um termo derivado de Text on 9 keys (texto em 9 teclas em inglês) é uma tecnologia de previsão de texto para teclados no formato 3x4 como em celulares com e computadores de mão para facilitar a entrada de texto. O padrão atualmente é de propriedade da Nuance Communications .
Basicamente o T9 usa a sequência de teclas pressionada para prever as possíveis palavras que seriam de interesse do usuário sem que ele tenha que realmente digitar letra por letra como no método comum.

## Sem o T9
Por exemplo para escrever a palavra faca teríamos que executar a seguinte sequência:
- tecla 3 três vezes
- tecla 2
- espera...
- tecla 2 três vezes
- espera...
- tecla 2

No total são 8 teclas e duas esperas para escrever uma simples palavra de 4 letras.

## Com o T9
Quando o recurso de T9 está ativo basta digitar a sequência de teclas onde estão as letras da palavra desejada que com isso serão oferecidas para escolha somente as palavras que poderiam ser formadas com esta sequência. Mas normalmente a primeira oferta tende a ser a certa em função da análise do texto feita pelo recurso T9.
Por exemplo para escrever a palavra faca:
- tecla 3
- tecla 2 três vezes

No final o operador poderá escolher entre faca e faça por padrão, por serem palavras que já devem estar no dicionário interno do celular. Mas, por exemplo, o operador pode incluir no dicionário a imaginária palavra daca (talvez o apelido de algum amigo), e ela seria mostrada na lista de opções quando a sequência acima fosse usada.